# Diritti LGBT in Romania
I diritti delle persone lesbiche, gay, bisessuali e transgender (LGBT) in Romania non sono gli stessi delle persone eterosessuali.
La Romania è generalmente socialmente conservatrice per quanto riguarda i diritti dei cittadini gay, lesbiche, bisessuali e transessuali. Per questo l'omosessualità è ancora stigmatizzata all'interno della società. Nonostante questo, il paese ha compiuto progressi significativi nella legislazione in materia di diritti LGBT dal 2000, in particolare negli anni 2000-2002, quando vennero approvate delle leggi contro l'omofobia e contro i crimini d'odio.
Nel 2006, la Romania è stata nominata da Human Rights Watch come uno dei cinque paesi del mondo che hanno compiuto "progressi esemplari nella lotta contro gli abusi dei diritti basati sull'orientamento sessuale o l'identità di genere".
Al 2024 la Romania è uno degli ultimi 5 paesi appartenenti all'Unione Europea a non avere alcuna legge sulle unioni civili o sulle coppie di fatto assieme a Polonia, Bulgaria,  Lituania e Slovacchia.

## Storia del diritto penale rumeno

### Nel XIX secolo
Il codice penale promulgato sotto il regno di Alexandru Ioan Cuza nel 1864, ispirato principalmente dal codice penale francese del 1810 (che nel tempo aveva eliminato la discriminazione penale dell'omosessualità), non trattava in modo diverso i rapporti omosessuali da quelli eterosessuali.
Prima che fossero annesse al territorio rumeno, a partire dal 1878, il corrispondente codice transilvano-ungherese penalizzava gli uomini gay solo se si occupavano di atti sessuali violenti, come lo stupro o il tentato stupro e, allo stesso tempo, la regione di Bucovina puniva la violenza omosessuale attraverso l'antico articolo austriaco 129.

### Nel XX secolo
Come già accennato la Transilvania e la regione di Bucovina vennero annesse alla Romania rispettivamente nel 1919 e nel 1918 e, di conseguenza, il loro codice penale venne parificato a quello rumeno.
Influenzata dalla legislazione anti-gay negli stati fascisti e comunisti totalitari, il codice penale rumeno criminalizzò l'omosessualità nel paese per la prima volta nel 1937. Questo Codice (come risultato di un dibattito pubblico sulla sessualità) vietava solo l'omosessualità pubblica (art. 431) penalizzando gli "atti di inversione sessuale commessa tra uomini o tra donne, se ciò provoca scandalo pubblico".
Nel 1948, l'omosessualità "pubblica" era considerata dalle corti, che comprendeva tutte le situazioni pubbliche o private se esse "provocavano scandalo", dunque l'omosessualità divenne di fatto illegale.

#### Nella Repubblica Popolare Rumena
Nel nuovo codice penale della Repubblica Popolare Rumena, rifacendosi al precedente articolo 431 sanzionava l'omosessualità che dava scandalo da un minimo di 2 anni di reclusione a un massimo di 5 anni. Nel 1957 viene eliminata la clausola dello "scandalo pubblico" e qualsiasi atto sessuale tra persone dello stesso sesso viene criminalizzato.

#### Sotto la dittatura di Ceauşescu
Dopo l'ascesa al potere di Nicolae Ceauşescu, nel 1968, il codice penale è stato nuovamente rivisto, introducendo l'articolo 200 e spostando ufficialmente l'infrazione dal dominio pubblico in privato:
- Le relazioni sessuali tra le persone dello stesso sesso sono punite con una reclusione da 1 a 5 anni.
- Incitando o incoraggiando una persona a praticare l'atto di cui al paragrafo 1, è punito con una reclusione da 1 a 5 anni.

L'articolo 200 era utile al regime di Ceauşescu in quanto, dal 1970, offrì al regime un modo per controllare maggiormente la società e la vita privata delle persone.

#### Dopo la caduta di Ceauşescu e il crollo dell'URSS
Nei primi anni '90, quando gli attivisti per i diritti umani, le organizzazioni internazionali per i diritti umani e il Consiglio europeo iniziarono le pressioni sul governo rumeno per decriminalizzare l'omosessualità e garantire pari diritti a tutti i cittadini, le élite politiche conservatrici e la Chiesa ortodossa incominciarono ad affermare che "le minoranze sessuali non esistevano in Romania prima del 1989 (prima della dissoluzione dell'Unione Sovietica)" e che "l'omosessualità è solo un prodotto indesiderato del capitalismo, uno stile di vita indotto dalle democrazie occidentali e non una parte della cultura rumena eteronormativa".
Nel 1995, la Romania richiese l'adesione all'UE (al 1995 era uno dei soli tre paesi europei che ancora criminalizzavano l'omosessualità).
Solo a causa della forte pressione internazionale, il 25 settembre 1996 l'articolo 200, primo comma, venne modificato, e solo l'omosessualità pubblica o considerata come fonte di scandalo pubblico erano ancora perseguibili.
Un sondaggio del 1993 rivelò come l'85% dei rumeni considerava l'omosessualità inaccettabile. Nel luglio 1994, la Corte Costituzionale ha riconosciuto che le leggi contro l'omosessualità costituivano una violazione dei diritti umani, dichiarandole incostituzionali.
Nonostante ciò, nel novembre 1996 furono vietati tutti i bar, club, giornali, riviste, associazioni o esercizi commerciali rivolti alla comunità LGBT. C’è stata una certa riluttanza a depenalizzare le relazioni omosessuali.
Il 25 ottobre 1996 venne fondata l'associazione ACCEPT la prima organizzazione non governativa in Romania che difende i diritti delle persone LGBT a livello nazionale, oggi membro dell'International Lesbian and Gay Associazione .
Nel 2000, la Romania iniziò i negoziati di adesione all'UE e, di conseguenza, il paese dovette intraprendere svariati progressi nell'armonizzazione delle sue leggi con la legislazione dell'Unione europea, in particolare, la Romania dovette dimostrare che i diritti umani delle minoranze non fossero violati dalle politiche e dalla legislazione del paese.
Nel gennaio 2001, il governo di Adrian Năstase propose, con l'ordine n. 89/2001, l'eliminazione dell'art. 200 del codice penale e la riforma di diversi altri articoli relativi ai reati sessuali. Questa ordinanza entrò in vigore nel gennaio 2002, dopo che il presidente Ion Iliescu ebbe firmato la legge.
Dal 2002 l'età del consenso è stata parificata sia per i rapporti omosessuali sia per quelli eterosessuali.

## Tutele per le coppie omosessuali
Ai sensi della legge rumena non esiste alcuna tutela per le coppie omosessuali che sia l'unione civile o la coabitazione, e, nel diritto rumeno, il matrimonio viene definito come l'unione di "un uomo e una donna":
- Articolo 259 - Matrimonio: Il matrimonio è un'unione liberamente riconosciuta tra un uomo e una donna, concluso in base alla legge.

Nell'ottobre 2018 si è svolto un referendum per introdurre il divieto in costituzione del matrimonio egualitario. Il risultato dello scrutinio, sebbene favorevole all'introduzione di tale limitazione, non raggiunse il quorum necessario portando all'invalidazione della votazione.
Il 24 novembre 2023, il premier Ciolacu ha affermato che riguardo alle unioni civili “La società rumena non è pronta per una decisione tale in questo momento. Non è una delle mie priorità e… non credo che la Romania sia pronta”.

## Protezione dalle discriminazioni
Nel 2000 il parlamento rumeno ha adottato una legge che escludeva esplicitamente la discriminazione basata sull'orientamento sessuale in vari settori, tra cui l'occupazione, la fornitura e l'accesso a beni e servizi, l'alloggio, l'istruzione, l'assistenza sanitaria, la programmazione audiovisiva, il sistema giudiziario, altri servizi pubblici e la sicurezza sociale.

### Crimini d'odio
Nel 2006 viene modificato il codice penale per criminalizzare l'incitamento all'odio e alla molestia sulla base dell'orientamento sessuale.

### Identità di genere
Dal 1996 è possibile per le persone, attraverso la chirurgia di riassegnazione sessuale, modificare legalmente il loro sesso nei loro documenti.

### Servizio militare
Gli omosessuali sono autorizzati legalmente a servire apertamente nell'esercito rumeno. Secondo la politica di assunzione del Ministero della Difesa, "è il diritto di ogni cittadino rumeno partecipare alle strutture militari del paese, indipendentemente dal loro orientamento sessuale".
Tuttavia, a causa del clima discriminatorio nei loro confronti, la maggior parte dei gay e delle lesbiche membri dell'esercito scelgono di non rivelarsi come tali.

## Permesso di donare il sangue
Attualmente il paese non permette alle persone omosessuali di donare il sangue.

## Opinione pubblica
Il 7 novembre 2012 l'Istituto rumeno per la valutazione e la strategia ha pubblicato uno studio di tre parti. Nella parte II, lo studio osserva il livello di tolleranza verso le persone omosessuali: il 79,7% degli interrogati non vorrebbe un vicino di casa omosessuale e il 53% ha preferito che l'omosessualità fosse illegale (rispetto al 62% nel 2006).

## Tabella riassuntiva
| Attività e relazioni sessuali legali                                                                          | (dal 1996) |
| Parità dell'età di consenso                                                                                   | (dal 2002) |
| Leggi anti-discriminazione sul lavoro                                                                         | (dal 2000) |
| Leggi anti-discriminazione nella fornitura di beni e servizi                                                  | (dal 2000) |
| Leggi anti-discriminazione in tutti gli altri settori (inclusa discriminazione diretta ed espressioni d'odio) | (dal 2006) |
| Matrimonio egualitario                                                                                        | No         |
| Unione civile                                                                                                 | (proposto) |
| Adozioni per le coppie omosessuali                                                                            | No         |
| Autorizzazione a prestare servizio nelle forze armate                                                         | Si         |
| Diritto di cambiare legalmente sesso                                                                          | (dal 1996) |
| Accesso alla fecondazione in vitro per le coppie lesbiche                                                     | (dal 2005) |
| Surrogazione di maternità                                                                                     | No         |
| Permesso di donare il sangue                                                                                  | No         |